# Wilhelm I. (Namur)
Wilhelm I. , genannt der Reiche (* 1324; † 1. Oktober 1391 in Namur) aus dem Haus Dampierre, war von 1337 bis 1391 Markgraf von Namur.

## Leben
Er war der fünfte Sohn von Johann I., Markgraf von Namur († 1330), und Maria von Artois († 1365). Seine älteren Brüder waren Johann II., Graf von Namur († 1335), Guido II., Graf von Namur († 1336), Henri, Domherr zu Chartres, Cambrai, Châlons und Reims, sowie Philipp III., Graf von Namur († 1337).
Beim Tod seines Bruders Philipp III. war Wilhelm dreizehn Jahre alt und Herr zu Wynendaele. Er nahm auf englischer Seite an den Kämpfen der ersten Phase des Hundertjährigen Krieges teil. Mit dem Vermögen seiner Mutter und später seiner zweiten Frau erwarb er Lehen und Gebiete, um die Markgrafschaft Namur zu vergrößern. Trotz seiner militärischen Verpflichtungen herrschte in der Region um Namur während seiner Herrschaft Frieden, der nur 1351 durch einen Weberaufstand unterbrochen wurde. Er förderte die Entwicklung des Bergbaus und der Schmiedekunst und modernisierte die Gesetzgebung mit dem Ziel, den Handel zu fördern. Am 18. Januar 1362 erreichte er, dass Kaiser Karl IV. Namur direkt als Vasall des Reiches und nicht mehr als Vasall des Hennegau einsetzte.

## Ehe und Nachkommen
Wilhelm I. von Namur heiratete in erster Ehe vor dem 13. Februar 1348 Jeanne de Beaumont  (* 1323; † 1350, nach 15. Dezember an der Pest) aus dem Haus Avesnes, seit 1344 Gräfin von Soissons, Tochter von Jean de Beaumont, Seigneur de Beaumont, und Marguerite de Nesle († 1350), Gräfin von Soissons, Witwe von Ludwig I., Graf von Blois (X 1346) (Haus Châtillon). Aus dieser Ehe hatte er eine Tochter, die klein starb.
Als Witwer heiratete er im März 1352 in zweiter Ehe Katharina von Savoyen († 18. Juli 1388), Erbtochter von Ludwig II., Herr der Waadt (Baron de Vaud, Haus Savoyen), und Isabelle de Châlon, Dame de Joigny, de Broyes et de Chavannes (Tochter von Jean de Chalon, Seigneur d‘Arlay, und Margarete von Burgund), Witwe von Azzo Visconti (1302–1339) und Raoul II. de Brienne, Graf von Eu und Guînes († 1350). Ihre Kinder sind:
- Marie († 11. August 1412); ⚭ (1) (Ehevertrag 22. August 1370) Guido II. (Guy de Chatillon; † 22. Dezember 1397), Graf von Soissons und Blois (Haus Châtillon; (2) ⚭ 1405 Pierre de Bréban, genannt Clignet, Seigneur de Landreville (in Bayonville), Admiral von Frankreich († 1428)
- Wilhelm II. (* 22. Januar 1355; † 10. Januar 1418), Seigneur de Béthune, 1391 Markgraf von Namur; ⚭ (1) 1384 Marie von Bar, Tochter von Robert I., Herzog von Bar und Maria von Frankreich (Haus Scarponnois); ⚭ (2) 1393 Jeanne d’Harcourt, Dame de Montaigle et (1418) de Béthune (* 1372; † 16. Februar 1456), Tochter von Jean VI., Comte d’Harcourt et d’Aumale, und Catherine de Bourbon (Haus Harcourt)
- Johann III. († 1. März 1429), Herr zu Wynendaele, Renaix, Walcourt, Beaufort-sur-Meuse und Petegem, 1418 Markgraf von Namur, verkaufte am 23. April 1421 die Grafschaft Namur unter Vorbehalt lebenslänglicher Nutznießung an Philipp den Guten, Herzog von Burgund; ⚭ (Ehevertrag 8. Mai 1388) Johanna von Abcoude (* 1375/76; † vor 1418), Tochter von Sweder III. von Abcoude, Herr zu Gaasbeek etc.

Er hinterließ mehrere uneheliche Söhne.
- Johann von Namur, 1362/79 bezeugt, 1362 Kanoniker an der Sint-Donaaskathedraal in Brügge, 1363/79 Kanoniker an der Lambertuskathedrale in Lüttich
- Wilhelm von Flandern, 1362 Kanoniker an der Kollegiatstiftskirche von Notre-Dame in Huy; ⚭ (Dispens 22. Februar 1391) Jeanne de Hazecourt